# Micheil Gelovani
Micheil Gelovani (Georgisch: მიხეილ გელოვანი; Russificatie: Михаи́л Гео́ргиевич Гелова́ни, Michail Georgievitsj Gelovani) (Spatagori, 25 december 1892 O.S. – Moskou, 21 december 1956) was een Sovjet-Georgisch acteur die vooral bekend werd door zijn veelvuldige rollen als Jozef Stalin in Sovjetbioscoopfilms.

## Biografie

### Vroege jaren
Micheil Gelovani was een afstammeling van het oude Georgische vorstenhuis van Gelovani, dat eerder over het vorstendom Svanetië regeerde. Gelovani maakte in 1913 zijn toneeldebuut in een theater in Batoemi. Van 1919 tot 1920 nam hij deel aan de Drama Studio in Tbilisi. In de twee daaropvolgende jaren was hij lid van de acteursploeg van het Roestavelitheater in Tbilisi. Vanaf 1923 werkte hij als acteur en regisseur in de Goskinprom filmstudio van de Georgische sovjetrepubliek.
In 1924 verscheen hij voor het eerst op het scherm in de film Drie Levens. Hij verhuisde in 1927 naar de Armenkino studio van de Armeense sovjetrepubliek. Naast zijn filmwerk bleef Gelovani ook in het theater verschijnen en trad hij op op podia in Koetaisi en Bakoe. In 1936 keerde hij terug naar het ensemble van het Roestavelitheater en bleef daar drie jaar.

### Stalinvertolker

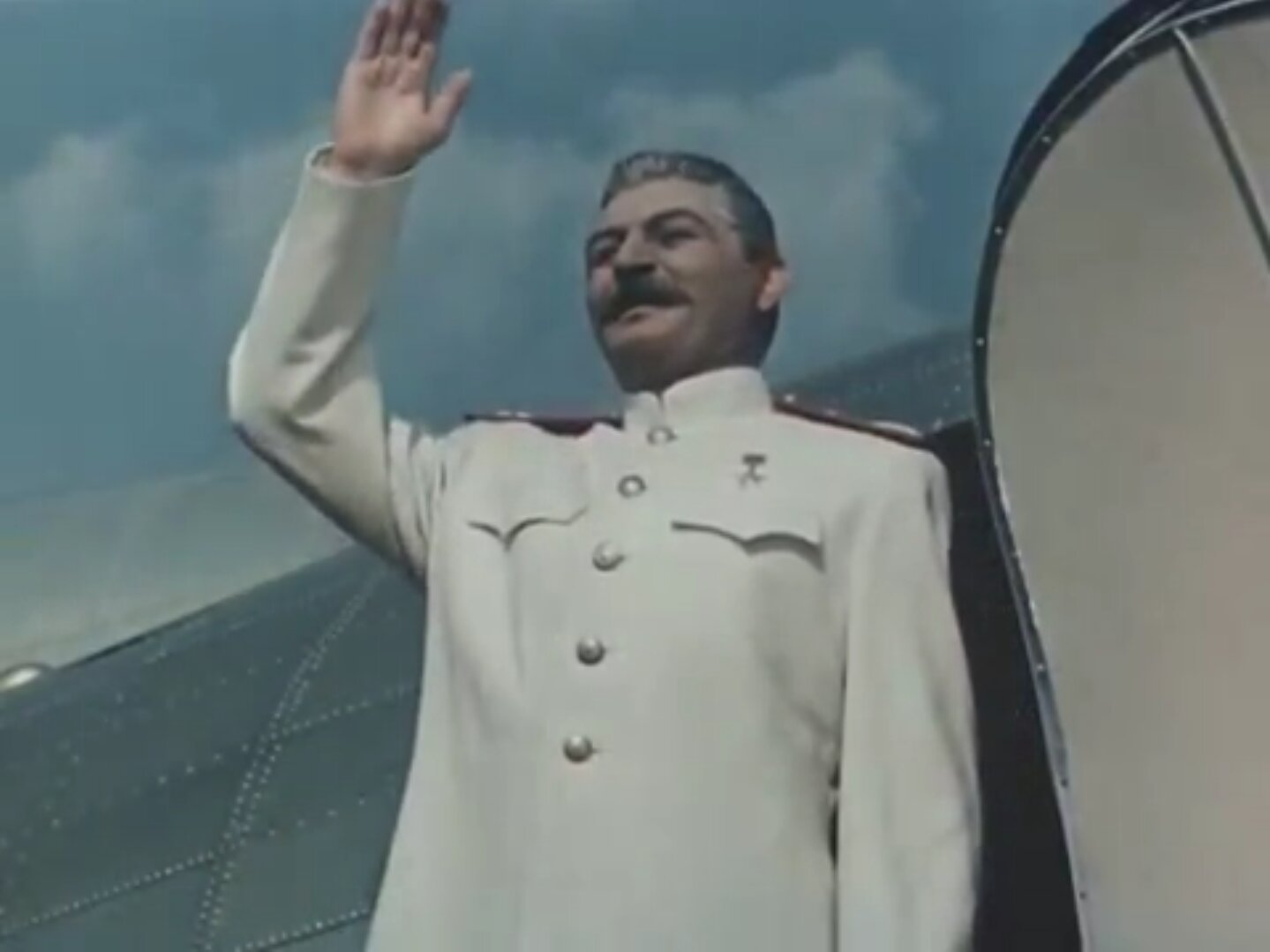
Gelovani als Stalin in De val van Berlijn (1950) waar hij de Stalinprijs voor kreeg.

In 1938 vertolkte Gelovani voor het eerst Jozef Stalin voor het eerst in De Grote Dageraad van Micheil Tsjioeureli. Zijn vertolking leverde hem op 1 februari 1939 de Orde van de Rode Vlag van de Arbeid op en in 1941 kreeg hij de Stalinprijs. Daarna verwierf Gelovani een monopolie op de rol van Stalin, die hij tot aan de dood van Stalin in twaalf andere films bleef vertolken. Gelovani leek fysiek sterk op Stalin, maar was langer hem. Naar verluidt was hij niet de favoriete kandidaat van Stalin om zichzelf op het scherm te vertolken. Gelovani was net als Stalin Georgisch van oorsprong en kon daardoor Stalins accent "tot in perfectie" imiteren.
Stalin gaf daardoor zelf de voorkeur aan Aleksej Dikij, die een klassieke Russische uitspraak gebruikte. Gelovani verscheen niettemin vaker in zijn rol dan Dikij. Toen de twee elkaar ontmoetten, zei de secretaris-generaal tegen de acteur: "Je observeert me grondig... Je verspilt toch geen tijd?". De Sovjetcinema speelde een belangrijke rol in het cultiveren van Stalins persoonlijkheidscultus.
Vanwege zijn identificatie met Stalin werd Gelovani uitgesloten van andere rollen in de filmwereld en mocht geen "gewone stervelingen" vertolken. Tijdens de Tweede Wereldoorlog, in de Sovjet-Unie de Grote Vaderlandse Oorlog geheten, werd de persoonlijkheidscultus losgelaten ten gunste van patriottische motieven. Gelovani maakte van 1942 tot 1948 deel uit van het Moskouse Gorki Kunsttheater. In de laatste fase van de oorlog keerde de focus op Stalin weer terug en na 1945 met grotere intensiteit dan eerder. Stalin werd al snel geprezen als de enige architect van de overwinning op Nazi-Duitsland. In deze periode presenteerde Gelovani de leider als "een levende god".

### Latere jaren

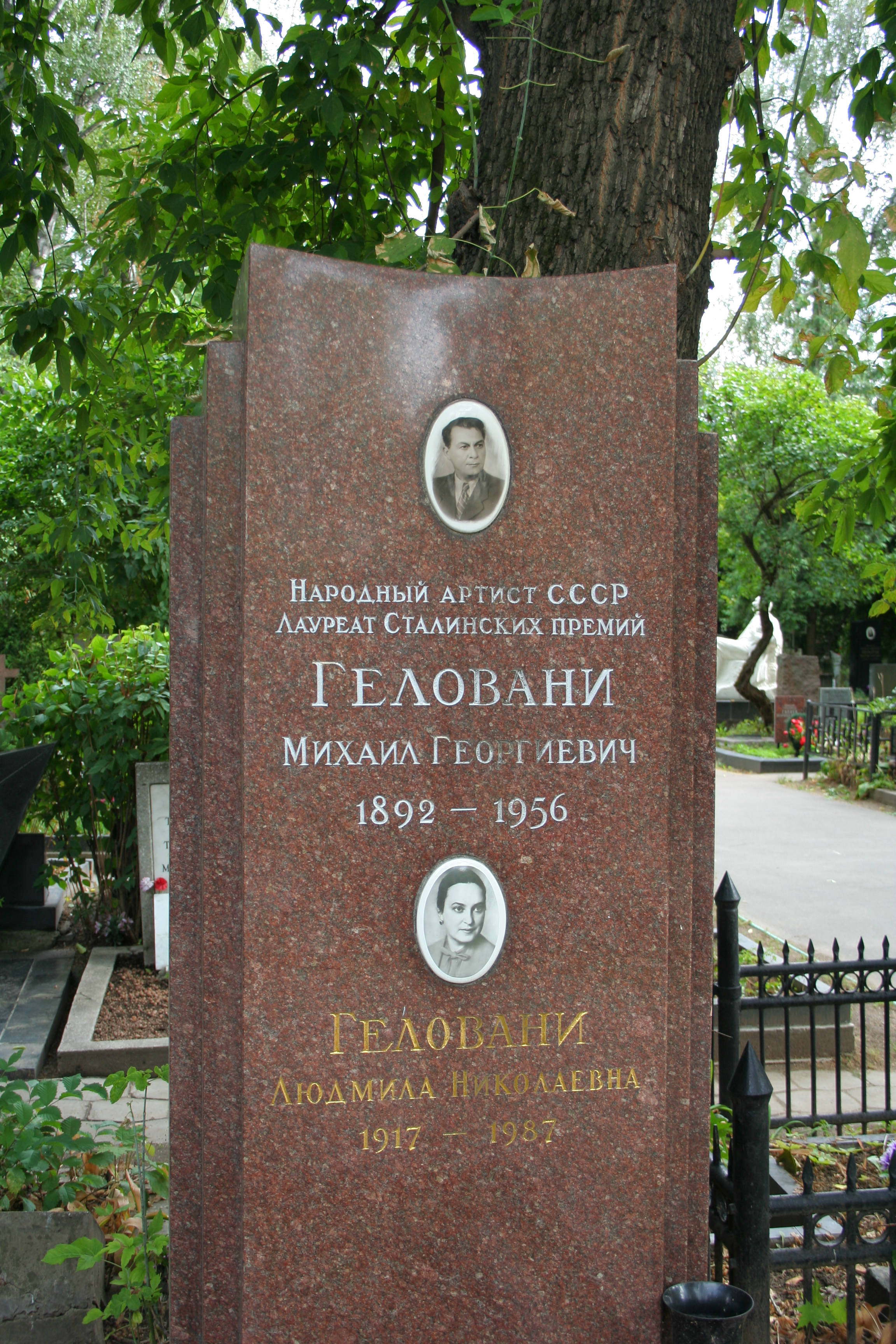
Graf en gedenksteen van Gelovani en zijn vrouw.

De acteur ontving in zijn latere carrière nog drie Stalinprijzen, die allen werden toegekend voor zijn vertolkingen van titelrollen. In 1942 voor De Verdediging van Tsaritsyn, in 1947 voor De Gelofte en in 1950 voor De Val van Berlijn. Op 3 juni 1950 kreeg hij de titel Volksartiest van de Sovjet-Unie.
Na Stalins dood in 1953 werd Gelovani nieuwe rollen in films ontzegd, omdat hij zich volledig identificeerde met het personage van de overleden heerser. Onder de nieuwe leider Nikita Chroesjtsjov werd een beleid van destalinisatie ingezet, waarmee onder meer de persoonsverheerlijking werd gezuiverd. Na de geheime toespraak van Chroesjtsjov in 1956 werden de meeste foto's waarop Gelovani als Stalin verscheen verboden of werden de relevante scènes verwijderd.
Van 1953 tot aan zijn dood in 1956 acteerde Gelovani in het Moskouse Staatstheater voor Filmacteurs. Gelovani overleed op 21 december 1956 in Moskou aan een hartinfarct en werd naast zijn vrouw Loedmila begraven op de Novodevitsjibegraafplaats.